# Faustin de Lyon
Pour les articles homonymes, voir Saint Faustin.
Faustin (Faustinus en latin) fut le 5e évêque de Lyon.
Il est reconnu comme Saint par l'Église catholique romaine et l'Église orthodoxe.

## Biographie
Faustin succède au milieu du IIIe siècle à Hélie comme évêque de Lyon. Il est cité dans une lettre écrite en 254 par saint Cyprien (200-258), évêque de Carthage et Père de l'Église au pape Etienne Ier. Cyprien écrit avoir reçu de Faustin deux lettres sur l'état de l'Église en Gaule et demande au pape, à qui Faustin avait également écrit, d'intervenir. Faustin dénonce les excès de Marcien, premier évêque d'Arles, qui suivait l'hérésie de Novatien, en refusant de pardonner aux chrétiens qui s'étaient repentis après avoir rejeté l'Église lors de la persécution de Dèce.
La lettre de Cyprien commence ainsi :
Frère Cyprien à Étienne,
Notre collègue Faustin, de Lyon, un frère qui nous est très cher, m’a écrit à deux reprises en me disant que Marcianus qui est à Arles, porte contre les chrétiens repentants la très grave accusation d’hérésie, si bien que les serviteurs de Dieu qui se repentent, souffrent et implorent l’église dans les larmes, les gémissements et la douleur, se voient refusées la consolation et l’aide de la piété divine et de la douceur du Père ; alors qu’ils sont blessés, ils n’ont pas le droit de venir soulager leurs blessures, mais sans espoir d’apaisement et de communion, ils sont laissés en pâture aux loups et jetés en proie au diable,.
À cette époque, Faustin n'est plus le seul évêque de Gaule, d'autres évêchés ayant été créé au moins à Vienne et à Arles et peut-être dans d'autres villes de Gaule. Néanmoins, dans l'affaire de Marcien, Faustin se fait le porte-parole des évêques de Gaule.
Au début du Ve siècle, Castor, évêque d'Apt établit à Nîmes en son honneur un monastère dédié au Beati Faustinus qui n'eut qu'une existence éphémère.